# Vedi
Vedi là một đô thị thuộc tỉnh Ararat, Armenia. Dân số ước tính năm 2011 là 13706 người.